# Mănăstirea Sânmartin
Mănăstirea Sânmartin este o mănăstire ortodoxă din România situată în comuna Râciu, județul Mureș.